# Poliedro uniforme

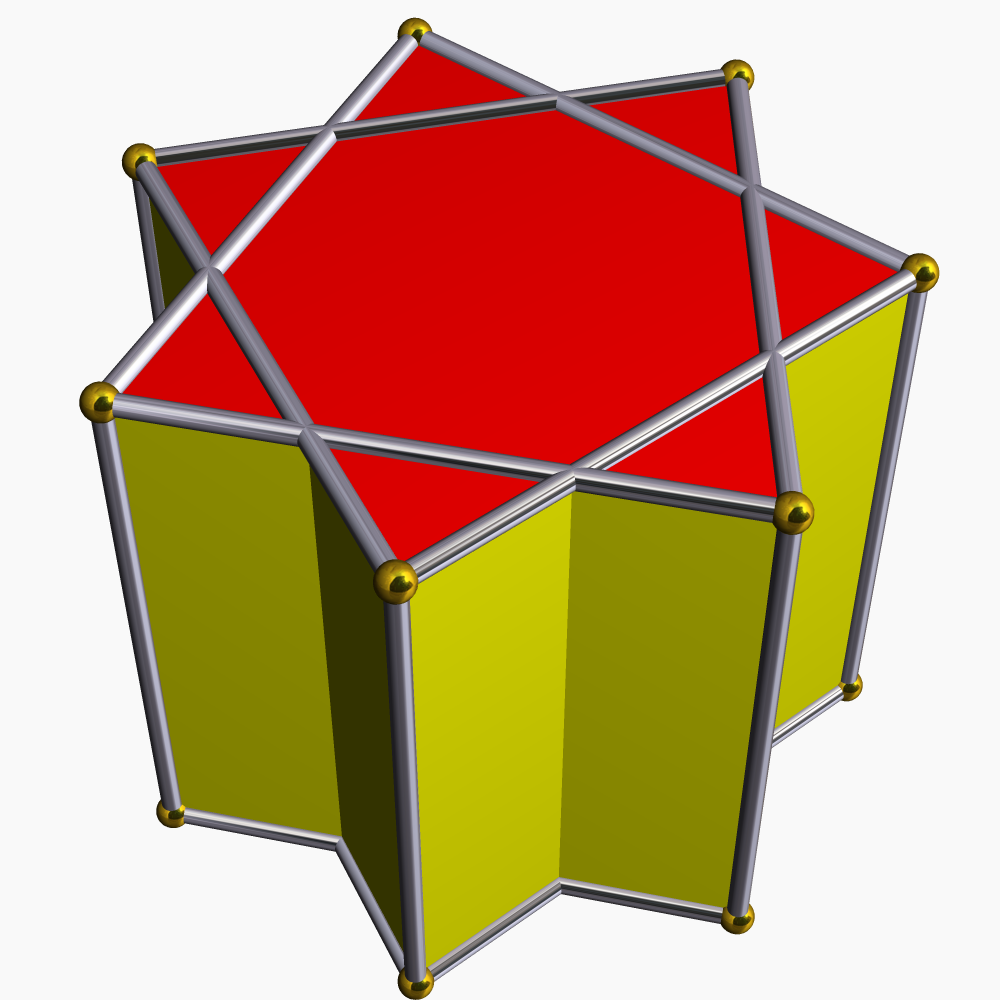
Il prisma stellato ettagonale è un esempio di poliedro uniforme. Le sue facce laterali sono quadrati, mentre le sue basi sono ettagoni stellati regolari.

In geometria, un poliedro uniforme è un poliedro che ammette molte simmetrie, le cui facce sono poligoni regolari e i cui vertici sono omogenei. Le facce non devono però essere necessariamente convesse: molti poliedri uniformi sono quindi stellati.

## Definizione
Un poliedro uniforme è un poliedro tale che:
1. Le sue facce sono poligoni regolari.
2. I vertici sono omogenei: cioè, per ogni coppia di questi esiste una simmetria del solido che sposta il primo nel secondo.

In particolare, le cuspidi ai vertici del poliedro sono tutte isometriche. Un poliedro uniforme ha quindi generalmente molte simmetrie.
Le facce possono essere poligoni regolari non convessi, cioè poligoni stellati. Un poliedro contenente facce di questo tipo è un poliedro stellato che non soddisfa la definizione di poliedro convesso.

## Catalogazione
I poliedri uniformi possono essere catalogati nel modo seguente:
- 5 solidi platonici – poliedri regolari convessi.
- 4 solidi di Keplero-Poinsot – poliedri regolari non convessi.
- 13 solidi archimedei – poliedri semiregolari convessi.
- 53 poliedri semiregolari non convessi.
- Infiniti prismi, antiprismi ed altre famiglie prismatiche stellate.